# Храм Асклепія в Римі
41°53′24″ пн. ш. 12°28′44″ сх. д. / 41.8901° пн. ш. 12.4788° сх. д.

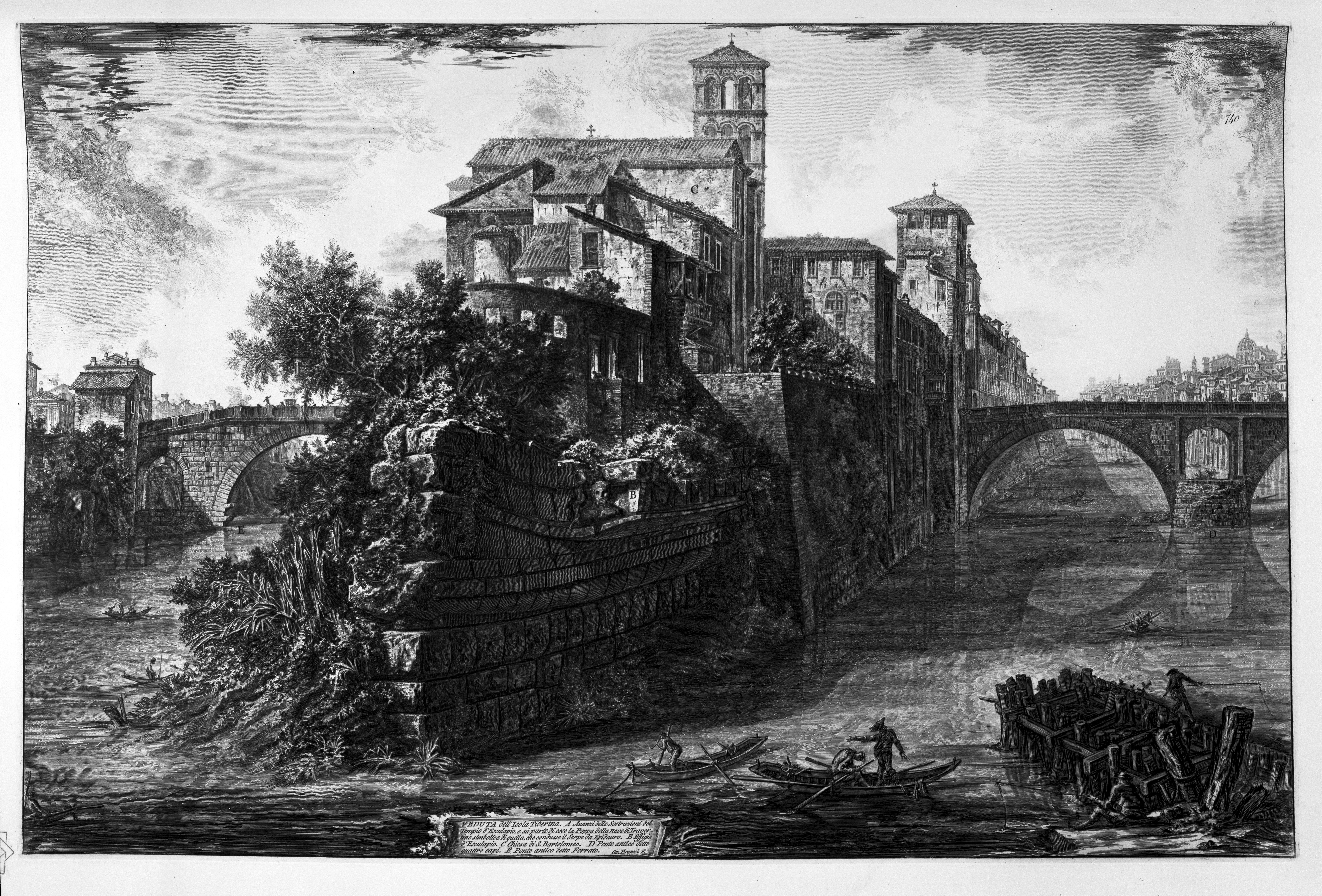
Вид на Тибрський острів, Джованні Пірансі.

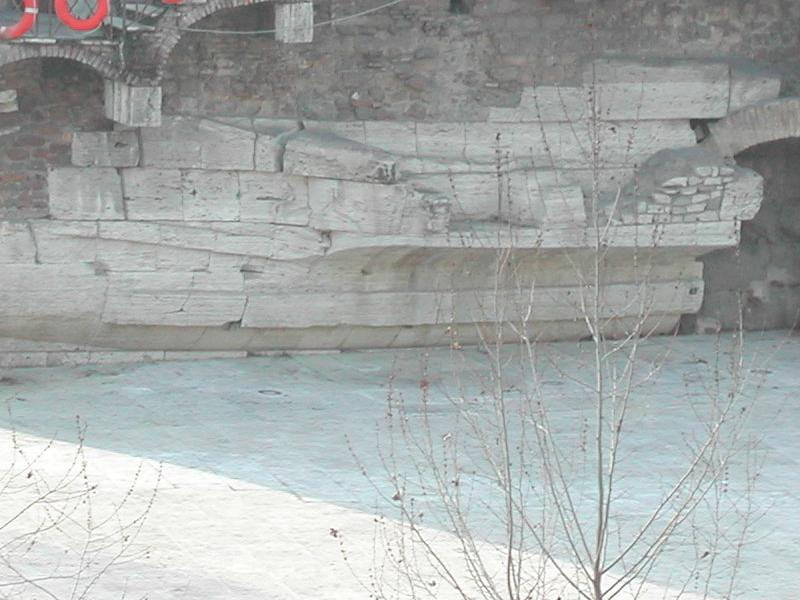
Руїни храму на Тибрському острові

Храм Асклепія - це давньоримський храм Асклепію, грецькому богу медицини, на острові Тіберіна, що в Римі . 

## Історія
Вперше він був побудований між 293 та 290 рр. до н.е. і був посвячений у 289 р. до н.  За легендою, в Римі у 293 р. до н.е. почалася чума, що змусило сенат збудувати храм Асклепію, його ім'я було латинізовано на «Ескулап». Після консультацій із « Сивілиними книгами» та отримання позитивної відповіді делегація римських старшин була відправлена до Епідавра в Греції, відомого своїм святилищем Асклепію, вони хотіли отримати статую Асклепія. 
Легенда також розповідає, що під час відповідних обрядів велика змія (один із атрибутів бога) виповзла зі святилища і сховалася в римському кораблі. Сприйнявши це як знак прихильності бога, римська делегація швидко повернулася додому, де ще панувала чума.  Коли вони плили по річці Тибр і були вже біля Риму, змія виповзла з корабля і зникла з поля зору десь на острові, позначивши тим самим місце, де мав бути побудуваний храм. Робота над будівництвом храму почалася одразу, і він був посвячений у 289 році до н.е. - незабаром чума закінчилася. 
На згадку про цю подію передня частина острова також була перероблена, щоб імітувати трієру. Обеліск позначав центр острова, він розміщувався перед храмом, щоб нагадувати щоглу, а по краях були блоки травертину, формуючи корму. На острові побудували кілька інших споруд, що слугували притулком для хворих, про що свідчать кілька написів. 
Якщо він все ще був діючим у IV-V столітті, то його б закрили під час переслідування язичників у пізній Римській імперії . 

## Руїни

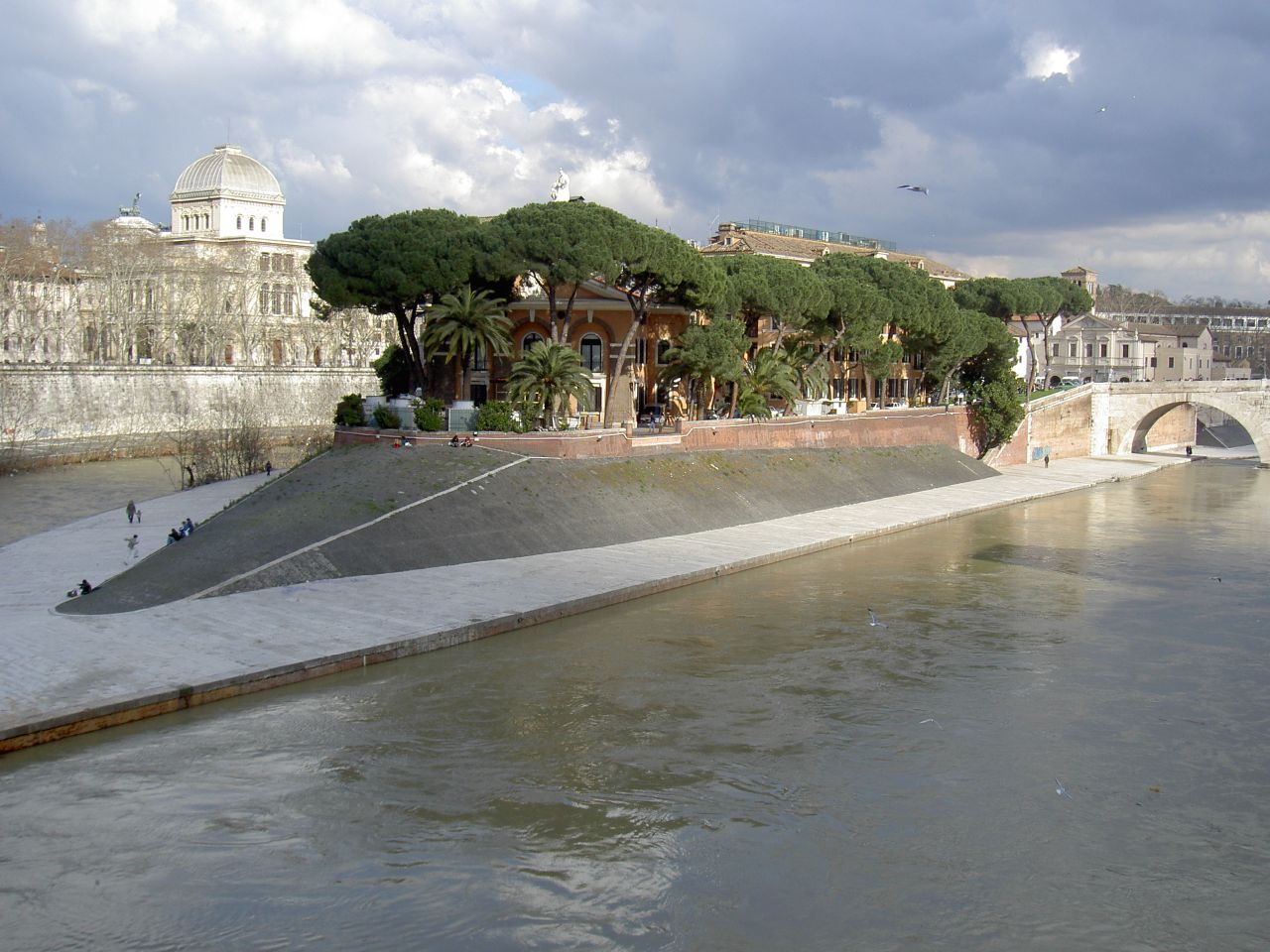
Острів із лікарнею, побудований під трієру. На задньому плані - базиліка Сан-Бартоломео.

Храм був зруйнований в середньовічний період, і вже в 1000 р. Базиліка Сан-Бартоломео  була побудована на його руїнах Оттоном III. Середньовічний колодязь біля вівтаря церкви, здається, такий самий, як і в період Античності, Секст Помпей Фест, латинський граматик II ст., згадував, що з такого колодязя набирали воду для хворих. Перед базилікою також знаходиться лікарня Fatebenefratelli . 
Деякі фрагменти обеліска зараз зберігаються в Неаполі та Мюнхені, а деякі блоки травертину були повторно використані в сучасних будівлях острова. 